# Filtre de gofre de ferro

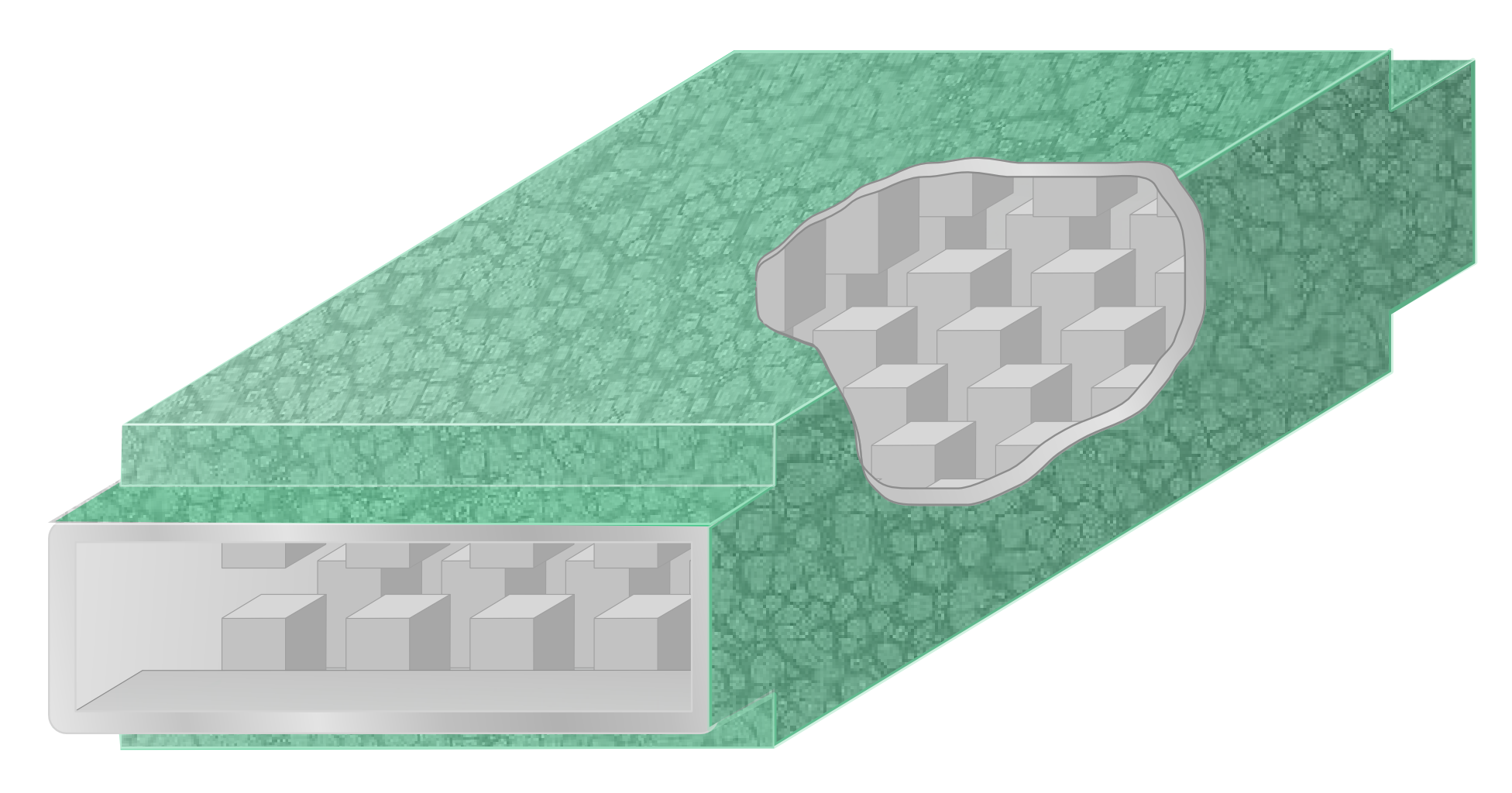
Un tall il·lustratiu d'un disseny típic de filtre de gofre.

Un filtre de gofre de ferro és un tipus de filtre de guia d'ones que s'utilitza a les freqüències de microones per al filtratge del senyal. És una variació del filtre de guia d'ones ondulada, però amb ranures longitudinals tallades a través de les ondulacions que donen lloc a una estructura interna que té l'aspecte d'una planxa de gofre.
Els filtres de planxa de gofre són especialment adequats quan cal una banda de pas àmplia i una banda de parada àmplia lliure de modes de transmissió falsos. També tenen una gran capacitat de maneig de potència. Les aplicacions inclouen la supressió de la sortida harmònica dels transmissors i el disseny de diplexors de banda ampla. També s'utilitzen en processos industrials de fabricació de microones per evitar l'escapament de la radiació de microones de la cambra de microones. Ara apareixen filtres amb un disseny anàleg a la fotònica, però, a causa de la freqüència més alta, a una escala molt més petita. Aquesta petita mida permet incorporar-los als circuits integrats.
Les tècniques de disseny de filtres de gofre inclouen mètodes de paràmetres d'imatge, mètodes de síntesi de xarxa i mètodes d'anàlisi numèrica. La síntesi de xarxa és un mètode més avançat que les tècniques de paràmetres d'imatge, però aquestes últimes encara es poden utilitzar quan es desitgi un disseny senzill de patró repetit. Es poden utilitzar mètodes numèrics per analitzar qualsevol disseny.

## Descripció

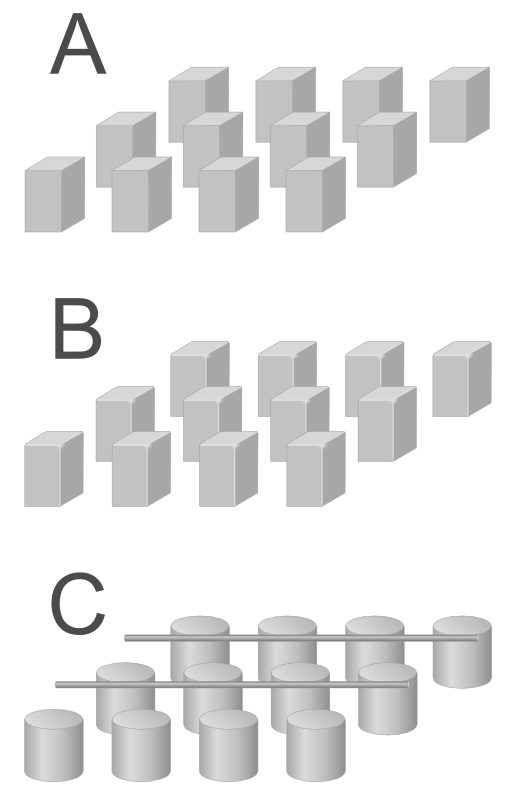
Tipus de dents de filtre de gofre. Només es mostren les files inferiors. A: dents quadrades. B: dents arrodonides. C: dents circulars amb cables de supressió en mode TE_{0n}.

El filtre de gofre va ser inventat per Seymour B. Cohn a l'Institut de Recerca de Stanford el 1957. La base del filtre és el filtre de guia d'ones ondulada. Consisteix en una sèrie de crestes, o ondulacions, a través de l'amplada del filtre. Hi ha ondulacions dins de la guia d'ones tant a la superfície superior com a la inferior. Les carenes ascendent i descendent estan alineades entre si però no es troben al mig; hi ha un buit entremig. Al filtre de gofre hi ha, a més, ranures tallades a través de les crestes al llarg de la guia d'ones. Això deixa una matriu d'illes quadrades, o dents, a les superfícies superior i inferior.
Els filtres Waffle-Iron són, en essència, filtres de pas baix, però com tots els dispositius de guia d'ones no transmetran res per sota de la freqüència de tall de la guia d'ones. Els filtres de gofra s'utilitzen quan es necessita tant una banda de pas ampla amb baixa pèrdua d'inserció com una banda de parada àmplia (de vegades molt àmplia). Són especialment bons quan cal la supressió de modes falsos.

## Aplicacions
Una aplicació habitual dels filtres de gofre és eliminar els harmònics dels transmissors, com ara el radar d'alta potència, abans d'aplicar-los a l'antena. La legislació de la majoria de jurisdiccions exigeix límits estrictes a les transmissions fora de banda, ja que poden causar interferències greus amb altres estacions. Es tracta d'una aplicació que sol requerir una banda de parada molt àmplia, característica dels filtres de gofre. Per exemple, per eliminar tots els harmònics fins a la cinquena, és necessari que un filtre de pas baix tingui una banda de parada superior a tres vegades la banda de pas.